# La carica dei quattromila
La carica dei quattromila (Fort Bowie) è un film del 1958 diretto da Howard W. Koch.
È un western statunitense con Ben Johnson, Jan Harrison e Kent Taylor.

## Produzione
Il film, diretto da Howard W. Koch su una sceneggiatura di Maurice Tombragel, fu prodotto da Aubrey Schenck tramite la Aubrey Schenck Productions (accreditata come Oak Pictures) e la Bel-Air Productions e girato nel Kanab Movie Fort a Kanab, Utah, dal 13 al 29 maggio 1957.

## Distribuzione
Il film fu distribuito con il titolo Fort Bowie negli Stati Uniti dal 1º febbraio 1958 al cinema dalla United Artists.
Altre distribuzioni:
- in Germania Ovest il 27 giugno 1958 (Männer gegen Tod und Teufel)
- in Messico il 23 dicembre 1961 (La frontera de dos razas)
- in Svezia il 9 dicembre 1963 (De röda djävlarna)
- in Brasile (Defensores da Fronteira)
- in Italia (La carica dei quattromila)